# Vysotni (Beloréchensk, Krasnodar)
Vysotni (del ruso: Высо́тный) es un posiólok del raión de Beloréchensk del krai de Krasnodar, en Rusia. Se sitúa en la orilla izquierda del río Bélaya, afluente del río Kubán, frente a Velikovechnoye, 26 km al noroeste de Beloréchensk y 53 km al sureste de Krasnodar, la capital del krai. Tenía 220 habitantes (2007).
Pertenece al municipio Pervomáiskoye.